# جوديث غيليسبي
جوديث غيليسبي (بالإنجليزية: Judith Gillespie)‏ هي ضابطة شرطة بريطانية، ولدت في 1962.